# Estricció
L'estricció o estirament, (terme anglès necking) és un fenomen que es manifesta en assaigs de tracció de provetes cilíndriques o mostres prismàtiques de materials dúctils, sent un mode de deformació elàstica, on quantitats relativament grans d'esforços es troben de manera desproporcionada en una petita regió del material. Aquest fenomen comporta una reducció de la secció de l'exemplar estudiat abans del seu col·lapse real (el "coll"). Com que les deformacions locals al coll són grans, l'estirament sovint s'associa amb la fluència, una forma de deformació plàstica associada amb materials, sovint metalls o polímers.

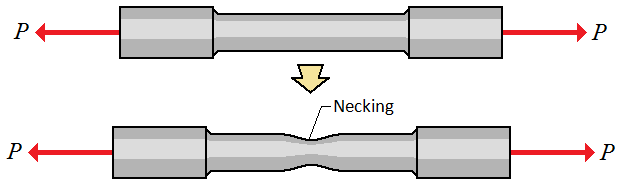
La imatge de dalt mostra una peça d'estudi d'un material determinat, sotmesa a una càrrega prou gran, experimenta aprimament de la secció. La part on es produeix la restricció es pot anomenar també coll de la proveta.

Un cop començat el procés d'estricció, el coll es converteix en el lloc exclusiu de deformació del material, ja que la secció reduïda proporciona al coll la major tensió local. La conseqüència directa d'aquesta reducció és un nou augment de la tensió a la part afectada i després un ràpid col·lapse de la mostra.
En general, l'estirament és una qüestió que s'ha d'indicar en els certificats d'assaig de tracció, i s'indica mesurant el percentatge de variació de diàmetre (assaigs cilíndrics) o el costat llarg (provetes prismàtiques de secció rectangular). El valor de la resistència a la ruptura, però, es calcula normalment assumint que la secció no està deformada (aconseguint així valors de tensió inferiors als reals).

## Formació
El coll resulta d'una inestabilitat durant la deformació per tracció quan l'àrea de la secció transversal de la mostra disminueix en una proporció més gran que la tensió del material endurida. Armand Considère va publicar el criteri bàsic per a l'estricció 1885, en el context de l'estabilitat d'estructures a gran escala com els ponts. Tres conceptes proporcionen el marc per entendre la formació del coll.
- Abans de la deformació, tots els materials reals tenen heterogeneïtats com ara defectes o variacions locals de dimensions o composició que provoquen fluctuacions locals de tensions i deformacions. Per determinar la ubicació del coll incipient, aquestes fluctuacions només han de ser de magnitud infinitesimal.

- Durant la deformació plàstica per tracció, el material disminueix en l'àrea de la secció transversal a causa de la incompressibilitat del flux plàstic. (No a causa de l'efecte Poisson, que està relacionat amb el comportament elàstic.)

- Durant la deformació plàstica per tracció, la tensió del material augmenta. L'increment varia proporcionalment amb l'extensió de la deformació.

Els dos últims efectes determinen l'estabilitat mentre que el primer efecte determina la ubicació del coll.